# Kloster Veruela
Das Kloster Veruela (Real Monasterio de Santa María de Veruela oder Verola) ist eine ehemalige Zisterzienserabtei in der Gemeinde Vera de Moncayo in der Provinz Saragossa in Aragonien in Spanien. Es liegt in einem Tal am Ostrand der Sierra de Moncayo, rund 15 km südöstlich der Stadt Tarazona, in der Nähe der Quelle des Flüsschens Huecha.

## Geschichte

Grundriss des Klosters

Kloster Veruela wurde nach einer Landstiftung von Pedro de Atares im Jahr 1146 als Tochterkloster von Kloster L’Escaladieu aus der Filiation der Primarabtei Morimond gegründet; bis ins 17. Jahrhundert hinein wurde die Anlage sukzessive erweitert. Das Kloster gründete selbst die Töchter Kloster Herrera und Kloster Saya. Während der Aufhebung der Klöster (Desamortisation) unter der Regierung von Juan Álvarez Mendizábal wurde das Kloster im Jahr 1835 aufgelöst. In der Folgezeit machten sich unter anderen die Brüder Gustavo Adolfo Bécquer und Valeriano Domínguez Bécquer um die Erhaltung der Anlage verdient. Von 1877 bis 1975 wurde das Kloster von den Jesuiten genutzt; im Jahr 1976 gingen die Nutzungsrechte auf die Diputación von Saragossa über.

## Bauten und Anlage
Der Klosterplan mit der ca. 86,5 m langen, im Langhaus 27,5 m und maximal etwa 15 m hohen breiten dreischiffigen Klosterkirche in Form eines lateinischen Kreuzes mit Umgangschor mit fünf Chorkapellen und Querhaus mit ursprünglich jeweils zwei Kapellen im Osten sowie sechs kreuzrippengewölbten Langhausjochen sowie der südlich (rechts) von der Kirche gelegene Renaissance-Kreuzgang (claustro) mit dem Kapitelsaal aus dem Jahr 1247 im Osten entspricht der üblichen Klosterbauweise der Zisterzienser. Die barocke Sakristei wurde in den Jahren 1725 bis 1730 errichtet.

## Heutige Nutzung
Das Gästehaus dient heute als Rathaus, das Refektorium als Kulturzentrum. Zu Beginn des 21. Jahrhunderts wurden Teile der ehemaligen Klostergebäude (Monasterio Nuevo) zu einem Parador umgebaut.

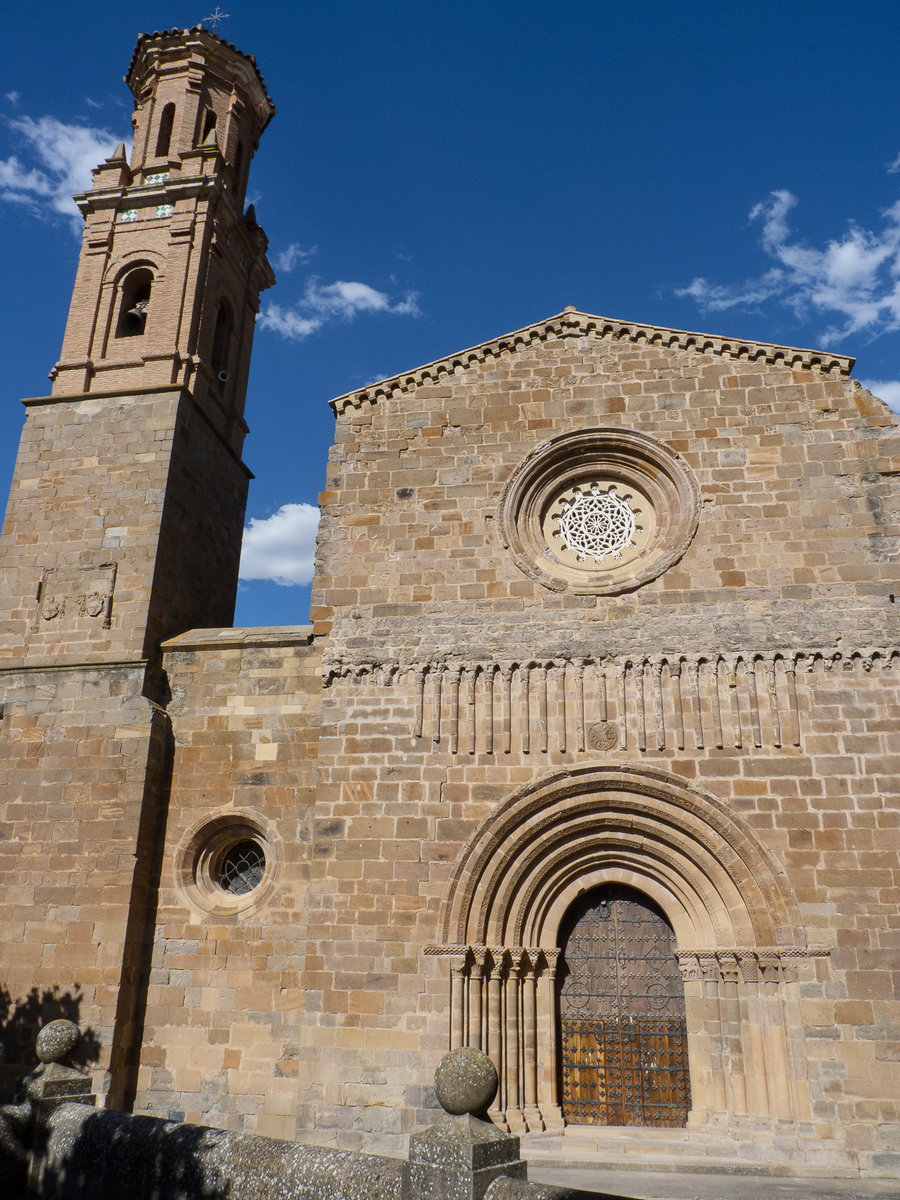
Kirchenfassade
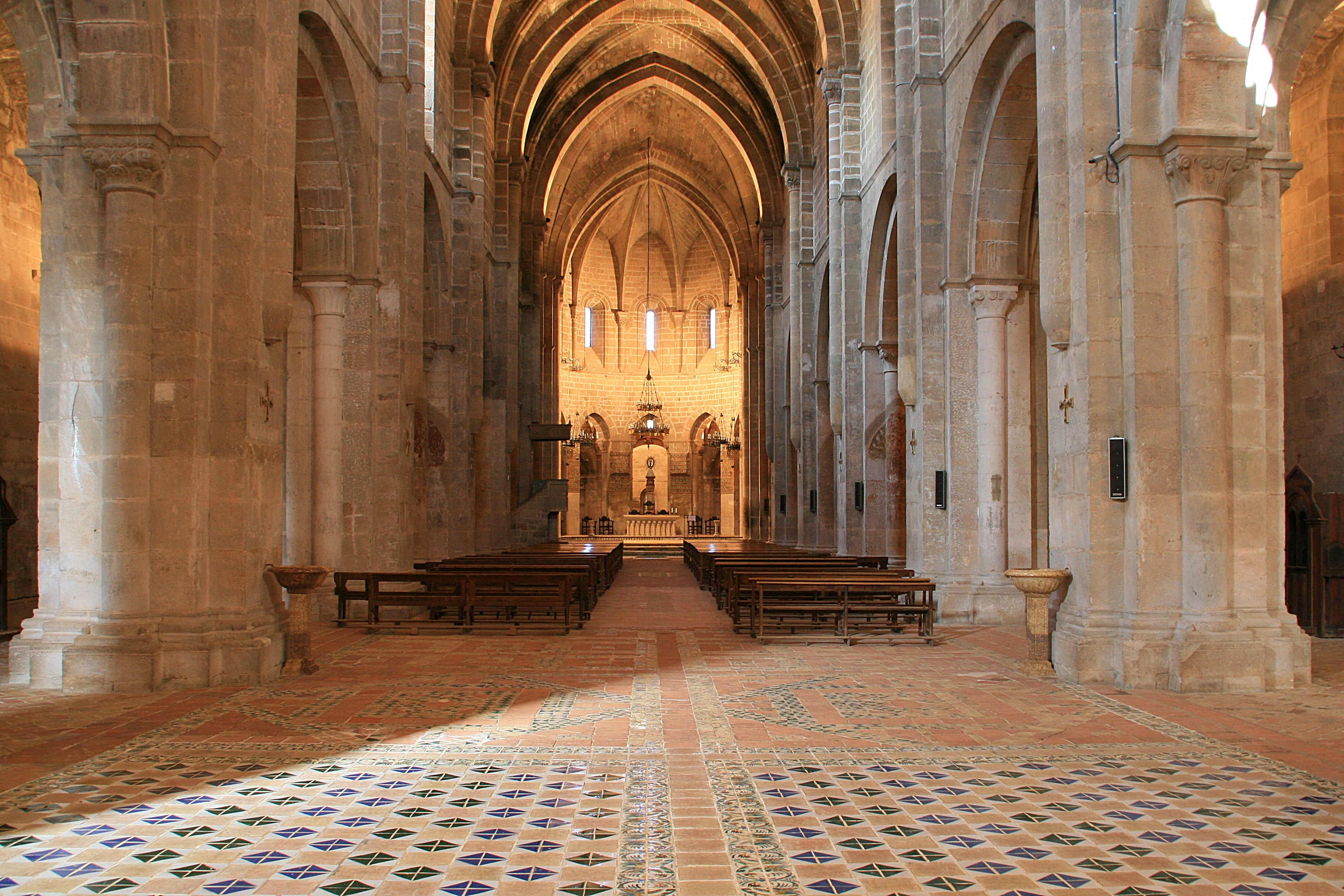
Kirchenschiff
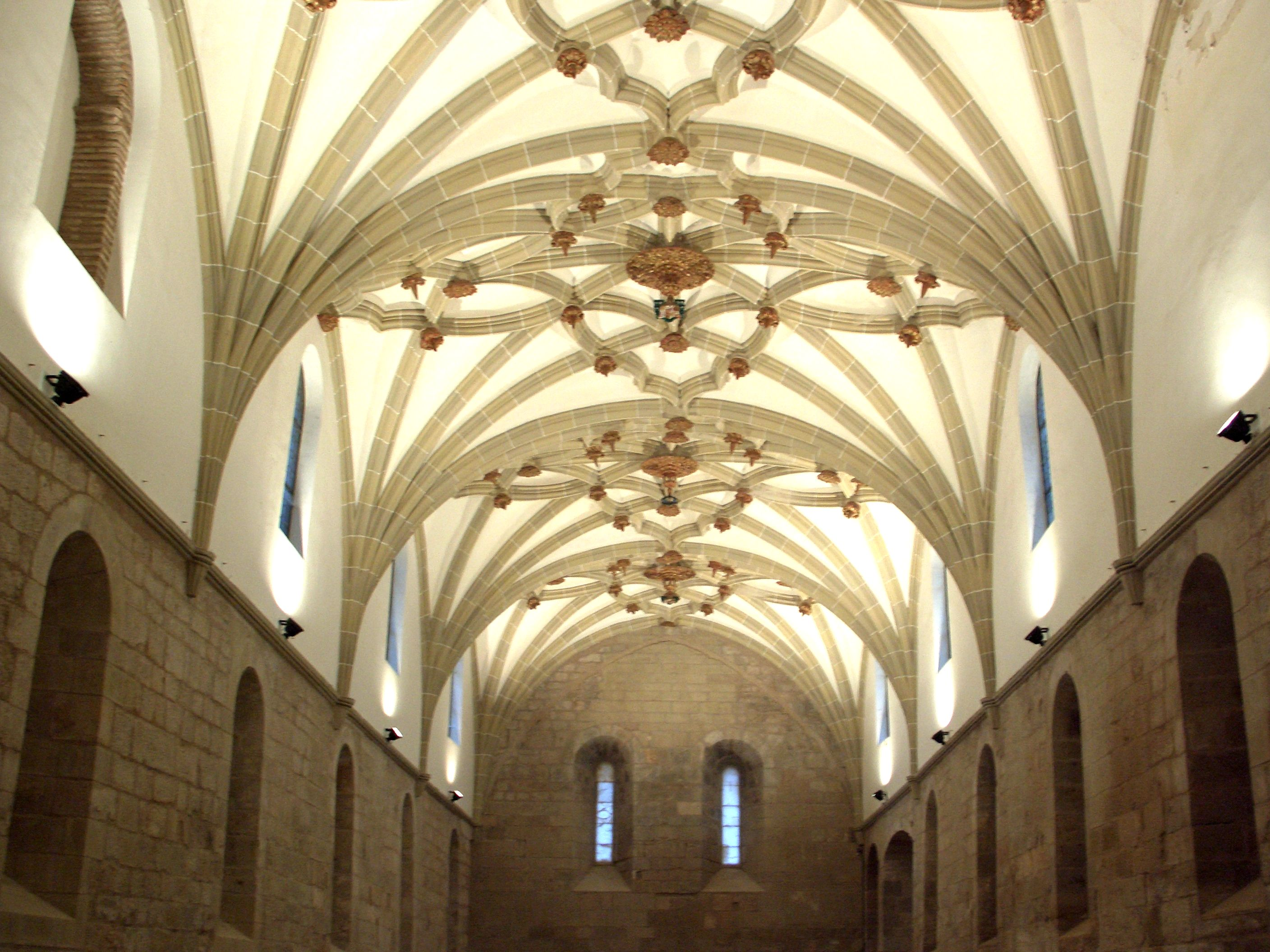
Refektorium
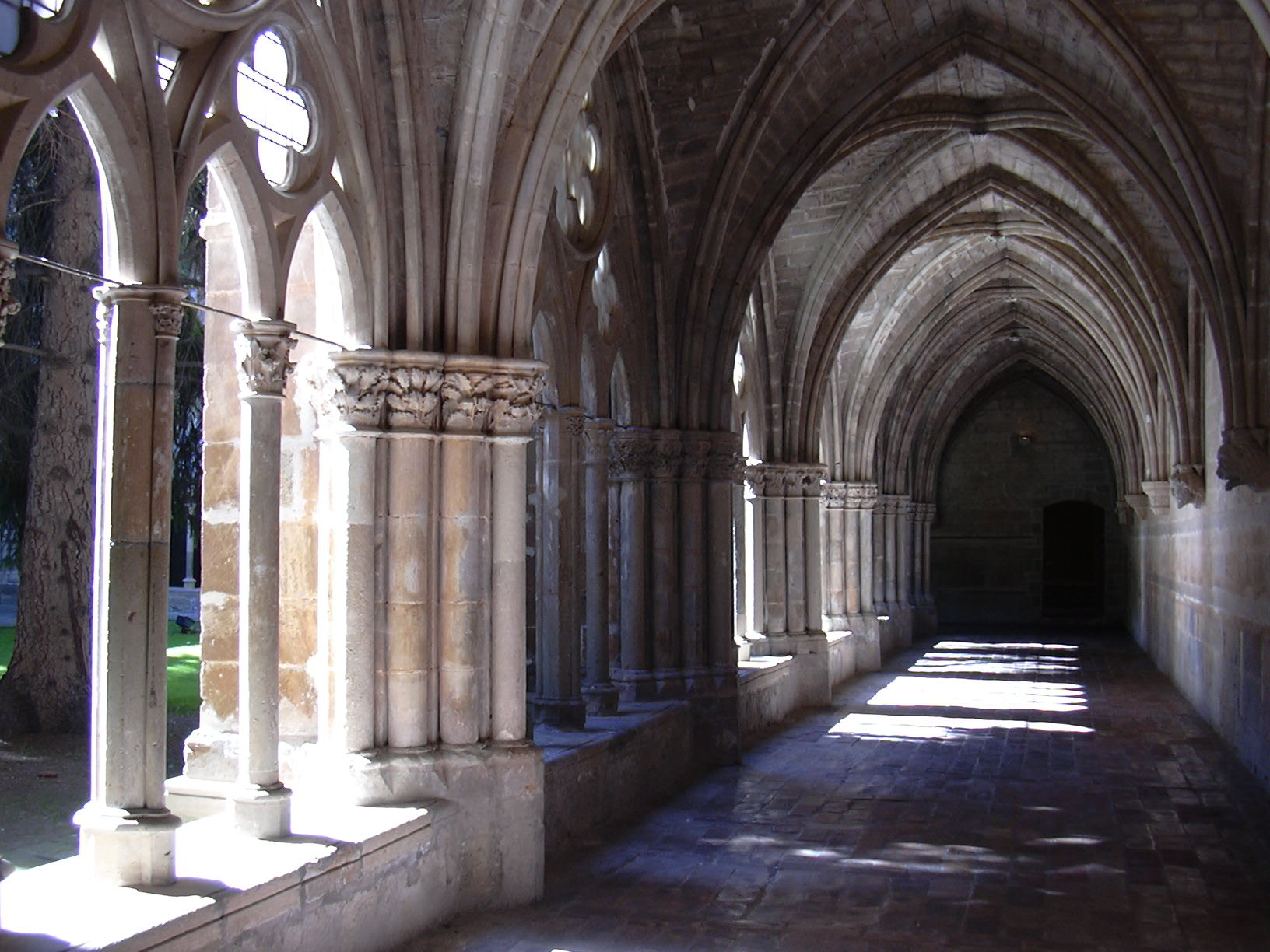
Kreuzgang